# Yountville (Kalifornia)
Yountville város az USA Kalifornia államában, Napa megyében. Lakosainak száma 3436 fő (2020. április 1.).

## Népesség
A település népességének változása:

| 2010 | 2 933 |
| 2020 | 3 436 |